# La Nuova di Venezia e Mestre
la Nuova di Venezia e Mestre, noto anche come la Nuova Venezia, è un quotidiano di Venezia e della omonima città metropolitana. Dal 2023 è pubblicato da Nord Est Multimedia S.p.a., società editrice che possiede altri tre quotidiani locali in Veneto: il mattino di Padova, la tribuna di Treviso e il Corriere delle Alpi.

## Storia
Nel 1976 Arnoldo Mondadori aveva fondato il quotidiano nazionale la Repubblica al 50 per cento con Carlo Caracciolo, già  proprietario de l'Espresso e storici giornali di provincia come il mattino di Padova e la tribuna di Treviso, considerate imprese editoriali redditizie e illuminate.
Nel 1984 Giorgio Mondadori, cercando di mantenere le dimensioni della parte dell'impero editoriale ereditato dal padre Arnoldo, si accordò con Caracciolo per affiancare i due quotidiani veneti con una terza e nuova testata giornalistica locale per sfidare lo storico monopolio del Gazzettino.
I tre giornali veneti furono affidati alla direzione unica di Lamberto Sechi, che già aveva portato al successo la rivista Panorama, settimanale di Mondadori diventato con lui concorrente alla pari con l'Espresso.

## Diffusione
la Nuova di Venezia e Mestre ha le proprie redazioni nel capoluogo e a Mestre e corrispondenti in tutta l'omonima città metropolitana.
La cronaca locale è suddivisa in base alle aree più popolose: Venezia, Mestre, Marghera, Dolo, Mira, Riviera, Marcon, Spinea, Mirano, Martellago, Noale, Chioggia, Cavarzere, San Donà di Piave, Jesolo, Cavallino, Portogruaro, Caorle e Bibione.
| Anno | Copie vendute |
| ---- | ------------- |
| 2003 | 5 449         |
| 2004 | 5 511         |
| 2005 | 5 847         |
| 2006 | 6 140         |
| 2007 | 6 465         |
| 2008 | 6 680         |
| 2009 | 7 021         |
| 2010 | 7 218         |
| 2011 | 7 456         |
| 2012 | 7 705         |
| 2013 | 7 851         |
| 2014 | 8 071         |
| 2015 | 8 254         |
| 2016 | 8 403         |

Fonte: Accertamenti Diffusione Stampa (ADS)

## Direttori
- Lamberto Sechi, 25 maggio 1984 - 8 febbraio 1985
- Paolo Ojetti, 9 febbraio 1985 - 11 aprile 1987
- Franco Oliva, 12 aprile 1987 - 30 novembre 1988
- Maurizio De Luca, 1º dicembre 1988 - 11 dicembre 1993
- Claudio Giua, 12 dicembre 1993 - 10 gennaio 1996
- Alberto Statera, 11 gennaio 1996 - 12 aprile 2000
- Fabio Barbieri, 13 aprile 2000 - 1º giugno 2005
- Paolo Possamai, 13 aprile 2005 - 17 ottobre 2008
- Antonello Francica, 18 ottobre 2008 - 24 marzo 2012
- Antonio Ramenghi, 24 marzo 2012 - 30 giugno 2014
- Pierangela Fiorani, 1º luglio 2014 - 19 aprile 2016
- Paolo Possamai, 20 aprile 2016 - 14 gennaio 2021
- Fabrizio Brancoli, 14 gennaio 2021 - oggi